# Port Ewen
Port Ewen és una concentració de població designada pel cens dels Estats Units a l'estat de Nova York. Segons el cens del 2000 tenia 3.650 habitants.

## Demografia
Segons el cens del 2000, Port Ewen tenia 3.650 habitants, 1.475 habitatges, i 982 famílies. La densitat de població era de 722,7 habitants per km².
Dels 1.475 habitatges en un 31,2% hi vivien nens de menys de 18 anys, en un 51,1% hi vivien parelles casades, en un 10,3% dones solteres, i en un 33,4% no eren unitats familiars. En el 27,7% dels habitatges hi vivien persones soles el 9,8% de les quals corresponia a persones de 65 anys o més que vivien soles. El nombre mitjà de persones vivint en cada habitatge era de 2,47 i el nombre mitjà de persones que vivien en cada família era de 3,02.
Per edats la població es repartia de la següent manera: un 25,3% tenia menys de 18 anys, un 5,9% entre 18 i 24, un 30% entre 25 i 44, un 26,1% de 45 a 60 i un 12,7% 65 anys o més.
L'edat mediana era de 39 anys. Per cada 100 dones de 18 o més anys hi havia 86,3 homes.
La renda mediana per habitatge era de 41.949 $ i la renda mediana per família de 50.208 $. Els homes tenien una renda mediana de 37.043 $ mentre que les dones 27.583 $. La renda per capita de la població era de 22.040 $. Entorn del 5,1% de les famílies i el 8,8% de la població estaven per davall del llindar de pobresa.